# 巴迪·羅渣士
巴迪·羅渣士（英語：Buddy Rogers，1921年2月20日—1992年6月26日），本名小赫爾曼·古斯塔夫·羅德（Herman Gustav Rohde Jr.），是世界摔角娛樂（WWE）旗下退休職業摔角選手。
在巴迪·羅渣士的摔角事業中，羅渣士已成為世界摔角娛樂名人堂入選者（1994年）。羅渣士曾是一次WWWF世界重量級冠軍（初代冠軍）。